# Církev a náboženská společnost
Církev a náboženská společnost, případně církev nebo náboženská společnost, jsou sousloví, která se objevují v právních předpisech České republiky a jejich předchůdců nejméně od poloviny 19. století.
Některé formulace v některých zákonech vyznívají tak, jako by toto sousloví bylo použitelné pouze vcelku pro subjekty jednotného typu „církev a náboženská společnost“, jiná ustanovení zjevně označují či označovala jak církve, tak i náboženské společnosti jako označení dvou různých pojmů, byť označujících typy subjektů se shodnými právy a povinnostmi.

## Definice
Církev a náboženská společnost je definovaná (resp. jsou definované) v § 3 písm. a) zákona č. 3/2002 Sb., o církvích a náboženských společnostech, jako „dobrovolné společenství osob s vlastní strukturou, orgány, vnitřními předpisy, náboženskými obřady a projevy víry, založené za účelem vyznávání určité náboženské víry, ať veřejně nebo soukromě, a zejména s tím spojeného shromažďování, bohoslužby, vyučování a duchovní služby.“
Zákon č. 308/1991 Sb. v § 4 odst. 1 obsahoval tuto definici: „Církví nebo náboženskou společností se podle tohoto zákona rozumí dobrovolné sdružení osob stejné náboženské víry v organizaci s vlastní strukturou, orgány, vnitřními předpisy a obřady.“
Zákon č. 218/1949 Sb. pojmy církve ani náboženské společnosti nedefinoval a vycházel z předpokladu, že jejich význam je zřejmý.
V literatuře se uvádí, že tradičně se rozlišují církve, které vychází z křesťanské tradice, a náboženské společnosti jakožto ostatní organizovaná náboženská uskupení. Toto druhé pojmenování ovšem není bezvýjimečné, existují výjimky jako např. Federace židovských obcí nebo Ústředí muslimských obcí. Volba označení je ostatně především svobodnou záležitostí konkrétního uskupení (kupř. Svědkové Jehovovi se sami neoznačují za církev, ale za náboženskou společnost), stát do něj nijak nezasahuje a nemá fakticky žádný právní význam, protože z hlediska českého právního řádu jde o dva alternativní názvy se shodným obsahem.
Podle zákona č. 308/1991 Sb. mohly být jako církve nebo náboženské společnosti registrovány subjekty bez ohledu na to, v jakém státě mají sídlo, tedy i nadnárodní nebo zahraniční. Zákon č. 3/2002 Sb. umožňuje registraci jen subjektům se sídlem na území České republiky, z čehož mezinárodně působícím společnostem vyplynula nutnost založit si pro působení na území České republiky samostatnou právnickou osobu.
Od 1. září 1991 zákon FS ČSFR č. 308/1991 Sb. za církve a náboženské společnosti považoval pouze ty, které byly podle téhož zákona registrovány. Zákon č. 3/2002 Sb. začal v rámci církví a náboženských společností rozlišovat registrované jako specifický typ, aniž by speciálně řešil otázku neregistrovaných, s jejichž existencí formulace zákona počítají. Toto zpřesňuje novela nabývající účinnosti 1. ledna 2025.
Církve a náboženské společnosti mohou podnikání a jinou výdělečnou činnost provádět pouze jako činnost doplňkovou.

## Registrované církve a náboženské společnosti

### Vymezení pojmu
Podle § 6 odst. 1 zákona 3/2002 Sb. se církev a náboženská společnost stává právnickou osobou registrací, takto registrovanou církev a náboženskou společnost dále zákon nazývá registrovaná církev a náboženská společnost. Registrovanou církví a náboženskou společností ve smyslu tohoto zákona tedy není taková církev nebo náboženská společnost, která je registrovaná jen podle jiného zákona, například jako spolek, ač tyto formy působení církví a náboženských společností zákon nevylučuje. Výslovně vyloučeny z možnosti působit jako církev nebo náboženská společnost jsou stát, kraje a obce. Nepřímo (vyloučením podnikání a výdělečné činnosti jako hlavní činnosti) jsou v možnosti být církví nebo náboženskou společností omezeny obchodní společnosti.
Od 1. září 1991 zákon FS ČSFR č. 308/1991 Sb. za církve a náboženské společnosti považoval pouze ty, které byly podle téhož zákona registrovány. Dnes český zákon č. 3/2002 Sb. pojem registrovaná církev a náboženská společnost od prostého pojmu „církev a náboženská společnost“ od roku 2002 důsledně odlišuje. Obecná ustanovení v § 2 (svoboda vyznání), § 4 (postavení církví a náboženských společností) a § 5 (podmínky vzniku a působení církví a náboženských společností) se vztahují na všechny církve a náboženské společnosti, tedy i na ty, které nejsou registrované podle zákona č. 3/2002 Sb., nemají právní subjektivitu, popřípadě mají právní subjektivitu jiného typu. Dřívější zákon ustanovením § 4 odst. 4 zákona č. 308/1991 Sb. uznával jako církve a náboženské společnosti pouze ty, které byly podle téhož zákona registrovány.

### Registrace církví a náboženských společností
Církve a náboženské společnosti, které v roce 1991 vyvíjely svou činnost ze zákona nebo na základě státního souhlasu, se na základě § 22 zákona FS ČSFR č. 308/1991 Sb. považovaly za registrované dnem účinnosti, tedy 1. září 1991, přičemž náležitosti jinak požadované k registraci měly dodat do 6 měsíců. K založení a registraci nové církve nebo náboženské společnosti stačily tři zletilé osoby (bez ohledu na jejich státní příslušnost a trvalý pobyt) a dodání příslušných dokumentů a informací.
S účinností od 1. dubna 1992 zákon České národní rady č. 161/1992 Sb. stanovil jako podmínku registrace a působení na území České republiky, aby se k nim hlásilo nejméně 10 000 osob s trvalým pobytem na území ČR, avšak pokud šlo o církve nebo náboženské společnosti, které byly členy Světové rady církví, postačovalo 500 osob s trvalým pobytem na území ČR. Menším novým církvím a náboženským společnostem tak tento zákon možnost působení a náboženské svobody upřel.
Zákon ČR č. 3/2002 Sb. snížil nutný počet osob přináležejících ke společnosti na 300, přičemž podpora 10 000 osob se stala podmínkou pro přiznání tzv. zvláštních práv. Zároveň bylo odstraněno zvýhodnění církví spojených se Světovou radou církví a formulace zákona nepřímo připustila i působení neregistrovaných církví a náboženských společností.
Podle zákona č. 308/1991 Sb. mohly být jako církve nebo náboženské společnosti registrovány subjekty bez ohledu na to, v jakém státě mají sídlo, tedy i nadnárodní nebo zahraniční. Zákon č. 3/2002 Sb. umožňuje registraci jen subjektům se sídlem na území České republiky.
Návrh na registraci církve a náboženské společnosti podávají ministerstvu nejméně tři fyzické osoby, které dosáhly věku 18 let, jsou svéprávné a jsou občany České republiky nebo cizinci s trvalým pobytem v České republice (tzv. přípravný výbor). Členové přípravného výboru návrh ověřeně podepíší, uvedou své osobní údaje a určí svého zmocněnce.
Návrh na registraci církve a náboženské společnosti musí obsahovat základní charakteristiku náboženské společnosti, jejího učení a poslání, zápis o založení církve a náboženské společnosti na území České republiky, v originále podpisy a osobní údaje 300 zletilých občanů České republiky nebo cizinců s trvalým pobytem v České republice hlásících se k této církvi a náboženské společnosti a základní dokument církve a náboženské společnosti.
Ministerstvo při řízení o registraci církve a náboženské společnosti přezkoumá, zda návrh na registraci podává oprávněná osoba, zda návrh na registraci obsahuje všechny náležitosti stanovené zákonem a zda činnost církve a náboženské společnosti není v rozporu s jejím základním dokumentem a s podmínkami stanovenými zákonem. Odpovídají-li údaje v návrhu na registraci skutečnému stavu věci a jsou-li splněny podmínky, rozhodne ministerstvo o tom, že se církev a náboženská společnost registruje, a registraci zapíše do Rejstříku registrovaných církví a náboženských společností ke dni, kdy rozhodnutí o registraci nabylo právní moci. Tyto rejstříky jsou veřejnými seznamy s výjimkou některých osobních údajů. Pakliže návrh na registraci nesplňuje potřebné podmínky, rozhodne ministerstvo, že se registrace zamítá.
V případě závažných nebo opakovaných porušování závazků ze strany církve nebo náboženské společnosti může ministerstvo ve správním řízení rozhodnout o zrušení registrace nebo o zrušení oprávnění k výkonu zvláštních práv. Ministerstvo může registraci zrušit také v některých případech nečinnosti nebo insolvence, porušování právního řádu anebo na vlastní žádost církve a náboženské společnosti. Zrušením registrace církev a náboženská společnost zaniká jako právnická osoba.
Dodatečný pokles počtu osob hlásících se k již registrované církvi nebo náboženské společnosti pod počet podpisů nutných k získání registraci není v zákoně uveden jako důvod k odebrání registrace. Zároveň není nikde vymezeno, že za osobu hlásící se k církvi nebo náboženské společnosti se rozumí pouze osoba, která se k ní hlásí dlouhodobě nebo trvale.

## Práva a povinnosti církví a náboženských společností

### Základní práva a podmínky závazné i bez registrace
V rámci svobody vyznání může každý projevovat své náboženství nebo svou víru sám nebo společně s jinými (§ 2 zákona č. 3/2002 Sb.). Dobrovolným sdružováním fyzických osob (nikoliv tedy až registrací) vzniká církev a náboženská společnost (§ 4).
Zákon č. 3/2002 Sb. stanoví v § 5 podmínky vzniku a působení církví a náboženských společností, která se vztahují i na neregistrované církve a náboženské společnosti. Církve a náboženské společnosti nesmějí vyvíjet činnost, která je v rozporu s ochranou veřejné mravnosti, veřejného pořádku, veřejného zdraví, lidskosti, snášenlivosti a bezpečnosti osob, popírat nebo omezovat práva jiných osob, rozněcovat nenávist a nesnášenlivost, podporovat násilí nebo porušovat právní předpisy, omezovat osobní svobodu vytvářením závislosti za pomoci nátlaku nebo působit částečně nebo zcela v utajení.
Podle československého zákona č. 308/1991 Sb. nesměly církve a náboženské společnosti ohrožovat ani nezávislost a územní celistvost státu. Devět let po rozpadu federace byla tato podmínka v roce 2002 v novém, českém zákoně vypuštěna.
Podle § 4 odst. 4 nesmí církev nebo náboženská společnost používat název zaměnitelný s registrovanou církví a náboženskou společností nebo jinou právnickou osobou.
Podle § 5 církve a náboženské společnosti spravují své záležitosti, zejména ustanovují a ruší své orgány, ustanovují a odvolávají své duchovní a zřizují a ruší církevní a jiné instituce podle svých předpisů nezávisle na státních orgánech.
Předmět podnikání a jiné výdělečné činnosti musí být podle § 27 odst. 5 zák. 3/2002 Sb. vymezen v základním dokumentu registrované církve a náboženské společnosti (což zřejmě z podnikání vylučuje neregistrované). Podle pokračování téhož odstavce podnikání a jiná výdělečná činnost církve a náboženské společnosti mohou být pouze její doplňkovou výdělečnou činností. Rovněž právnické osoby evidované podle tohoto zákona mohou podnikání a jinou výdělečnou činnost provádět jen jako doplňkovou (§ 15a odst. 4)

### Základní práva plynoucí z registrace
Registrovaná církev a náboženská společnost může k plnění svého poslání
- vyučovat a vychovávat své duchovní i laické pracovníky ve vlastních školách a jiných zařízeních i na bohosloveckých vysokých školách a bohosloveckých fakultách za podmínek podle Školského zákona (zakládání církevních škol však patří mezi zvláštní práva!).
- získat oprávnění k výkonu zvláštních práv podle zákona č. 3/2002 Sb.
- prostřednictvím svého oprávněného orgánu navrhnout k evidenci svůj orgán, řeholní a jinou církevní instituci osob hlásících se k církvi nebo náboženské společnosti založené za účelem vyznávání náboženské víry nebo účelové zařízení pro poskytování charitativních služeb (ostatní právnické osoby založené církví a náboženskou společností se mohou stát právnickými osobami například podle občanského zákoníku, obchodního zákoníku, zákona o nadacích a nadačních fondech, zákona o obecně prospěšných společnostech atd.)
- zakládat svazy církví a náboženských společností a být jejich členem; nikdo jiný než registrované církve a náboženské společnosti jejich členem být nesmí. Takovýto svaz však nemůže navrhnout k evidenci církevní právnickou osobu.

### Zvláštní práva
Právo mlčenlivosti duchovních (zpovědního tajemství), vstupu do některých sociálních, zdravotních, výchovných, ochranných, vazebních a trestních zařízení přiznával § 8 zákona č. 308/1991 Sb. všem registrovaným církvím a náboženským společnostem automaticky, výkon těchto i dalších práv však ještě upravovaly některé speciální právní předpisy.
Podle § 28 odst. 1 zák. 3/2002 Sb., s účinností od 7. ledna 2002: „Rozsah oprávnění k výkonu zvláštních práv podle § 7 odst. 1, které mají tyto církve a náboženské společnosti ke dni nabytí účinnosti tohoto zákona, zůstává zachován.“
Od 7. ledna 2002 návrh na přiznání k oprávnění k výkonu zvláštních práv může podat registrovaná církev a náboženská společnost, která je ke dni návrhu registrována nejméně 10 let, zveřejňovala v posledních 10 letech každoročně výroční zprávy a plní řádně závazky vůči státu a třetím osobám. Za dobu účinnosti tohoto nového zákona nebyla na základě takového návrhu zvláštní práva přiznána žádné církvi ani náboženské společnosti.
Podle zákona č. 3/2002 Sb. je možno požádat o přiznání buď všech zvláštních práv, nebo všech s výjimkou zpovědního tajemství, přičemž je-li důvod zvláštní práva zrušit, ruší se také všechna najednou. V registru církví a náboženských společností je však u mnoha ze subjektů zaznamenáno přiznání pouze několika z těchto práv.
Návrh musí obsahovat podpisy a osobní údaje tolika zletilých občanů ČR nebo cizinců s trvalým pobytem v ČR hlásících se k církvi nebo náboženské společnosti, kolik činí nejméně 1 promile obyvatel České republiky (tedy přibližně 10 000 podpisů) a výroční zprávy a účetní závěrky za posledních 10 let. Návrh na přiznání práva zpovědního tajemství musí navíc obsahovat dokument potvrzující, že povinnost mlčenlivosti duchovních v souvislosti s výkonem zpovědního tajemství nebo v souvislosti s výkonem práva obdobného zpovědnímu tajemství je tradiční součástí učení církve a náboženské společnosti nejméně 50 let (tato skutečnost je i nutnou podmínkou přiznání práva). Ministerstvo při rozhodování o návrhu postupuje obdobně jako při rozhodování o registraci.
Mezi přiznávaná zvláštní práva patří:
- vyučovat náboženství na státních školách podle Školského zákona
- pověřit duchovní k duchovenské službě v ozbrojených silách České republiky, v místech, kde se vykonává vazba, trest odnětí svobody, ochranné léčení a ochranná výchova,
- být financována podle zvláštního právního předpisu o finančním zabezpečení církví a náboženských společností [8]
- konat obřady, při nichž jsou uzavírány církevní sňatky podle Občanského zákoníku
- zřizovat církevní školy podle Školského zákona
- zachovávat povinnost mlčenlivosti duchovními v souvislosti s výkonem zpovědního tajemství nebo obdobného práva, tím není dotčena povinnost překazit trestný čin podle trestního zákona

Registrovaná církev a náboženská společnost s oprávněním k výkonu zvláštních práv každoročně zveřejňuje výroční zprávu o výkonu zvláštních práv s výjimkou práva zpovědního tajemství.

## Osoby hlásící se k církvím a náboženským společnostem

### Přináležitost k církvi nebo náboženské společnosti
Zákon č. 3/2002 Sb. nehovoří o členství ani o věřících, ale zavádí pojmy „osoba hlásící se k církvi nebo náboženské společnosti“ a používá pojmů vstoupit a vystoupit. Tou je podle zákona osoba, která podle svého přesvědčení a vnitřních předpisů církve a náboženské společnosti k ní přináleží. Zákon rovněž stanoví, že nikdo nesmí být nucen ke vstupu do církve a náboženské společnosti ani k vystoupení z ní.
Zákon neomezuje počet církví a náboženských společností, k nimž se smí jedna osoba hlásit. Zákon č. 3/2002 Sb. nezavádí žádnou formu povinné evidence nebo registrace osob hlásících se k církvi nebo náboženské společnosti s výjimkou povinného počtu podpisů, které je nutno přiložit k návrhům na registraci nebo na přiznání zvláštních práv. Záleží tak na samotné církvi a náboženské společnosti, zda podle svých vnitřních předpisů vede přehled o osobách, které se k ní hlásí, a zda údaje o počtu těchto osob dále sděluje nebo zveřejňuje. Jinou formou zjišťování je například sčítání lidu, o jehož legitimitě i výpovědní hodnotě se diskutuje, případně se využívají průzkumy veřejného mínění, či jiné postupy.
Církev nebo náboženská společnost vzniká sdružováním fyzických osob (§ 4 odst. 1 zák. 3/2002 Sb.). Osobou hlásící se k církvi nebo náboženské společnosti by teoreticky podle zákona mohla být i právnická osoba. Ta však nemůže být započítána do počtu osob hlásících se k církvi, jejichž podpisy jsou nutné k registraci církve a náboženské společnosti nebo k získání zvláštních práv církve a náboženské společnosti.
Podle § 10 odst. 3 písm. l) zákona č. 3/2002 uvádí (registrovaná) církev nebo náboženská společnost ve svém základním dokumentu práva a povinnosti osob, které se k ní hlásí. Přitom musí být splněny obecné podmínky vzniku a působení církví a náboženských společností podle § 5, tedy nutnost souladu s právním řádem České republiky a respektování práv, svobody a rovnoprávnosti osob a dalších principů a hodnot jmenovaných zákonem.
Vystupování z církví (ukončení statusu „osoby hlásící se k církvi“) zákon nijak speciálně neupravuje. Lze tedy vycházet jen ze základní definice, že církev a náboženská společnost je dobrovolné společenství osob, a z ustanovení § 5 písm. c) zák. č. 3/2002 Sb., které zakazuje využívat psychický a fyzický nátlak k vytvoření některých druhů závislosti, a z ustanovení, že nikdo nesmí být nucen k vystoupení z církve nebo náboženské společnosti. Pokud se vystoupením rozumí úkon osoby hlásící se k církvi a náboženské společnosti, pak za vystoupení nelze považovat exkomunikaci nebo podobný úkon podle vnitřních předpisů církve a náboženské společnosti.

### Účast na úkonech
Podle zákona č. 3/2002 Sb. nikdo nesmí být nucen k účasti nebo neúčasti na náboženských úkonech či úkonech církve a náboženské společnosti. Z tohoto ustanovení zákon nevylučuje ani osoby hlásící se k církvi nebo náboženské společnosti, ba dokonce ani duchovní, zaměstnance nebo členy orgánů církve a náboženské společnosti.
Zákon č. 3/2002 Sb. upřesňuje také některé z práv spadajících pod svobodu náboženského vyznání, jejíž nezadatelnost a nezrušitelnost je deklarována již v Listině základních práv a svobod. Tato práva jsou nezávislá na členství nebo nečlenství v církvi nebo náboženské společnosti a právo jejich výkonu (samostatně nebo společně s jinými lidmi) je nezávislé na tom, zda je církve nebo náboženská společnost registrovaná a jakou má právní formu.

### Duchovní a řeholní stav
Podle § 2 odst. 4 má každý právo volit si duchovní nebo řeholní stav a rozhodovat se pro život v komunitách, řádech a podobných společenstvích. Zároveň je však základním právem každé církve a náboženské společnosti (i neregistrované) ustanovovat a odvolávat své duchovní a zřizovat a rušit církevní a jiné instituce podle svých předpisů nezávisle na státních orgánech (§ 4 odst. 3 zák. 3/2002 Sb., čl. 16 odst. 2 Listiny základních práv a svobod).